# Musée africain de Namur
Fondé en 1912, le Musée africain de Namur, rebaptisé MusAfrica, constitue une institution culturelle riche du paysage muséal belge. Il est réouvert au grand public le 19 avril 2025 après avoir été fermé, depuis 2019, pour raison de travaux de rénovation et d'agrandissement.
Privé, il est géré par une ASBL dont l’objet social est de rendre compte et de valoriser toute forme de liens établis entre la Belgique et l’Afrique, principalement l’Afrique centrale, autant dans le passé que dans le présent.

## Collections
Le Musée africain de Namur réunit une collection d’objets africains, essentiellement d’origine congolaise, comportant des armes, du mobilier, des objets d’usage courant, des instruments de musique ainsi des objets rituels. Il présente également des objets d’origine européenne se rapportant, notamment, aux campagnes militaires menées lors de la colonisation à la fin du XIXe siècle contre les esclavagistes arabes sur la côte est de l’Afrique, puis, lors des deux Guerres mondiales, contre l’armée allemande ou leurs alliés. Les collections comportent enfin des spécimens minéraux et animaux. La grande majorité des objets que possède le Musée sont antérieurs à la période de l’Indépendance du Congo en 1960.
Le Musée dispose d’une bibliothèque comprenant plus de 20 000 ouvrages portant sur l’Afrique et plus spécialement sur le Congo, en plusieurs langues, ainsi qu’une riche collection de documents, cartes postales et photographies. Il possède en outre un grand nombre de cartes géographiques de différentes époques, relatives à l’Afrique et au Congo, ainsi qu’une belle collection d’œuvres de peintres et de sculpteurs africanistes et congolais.

Masques
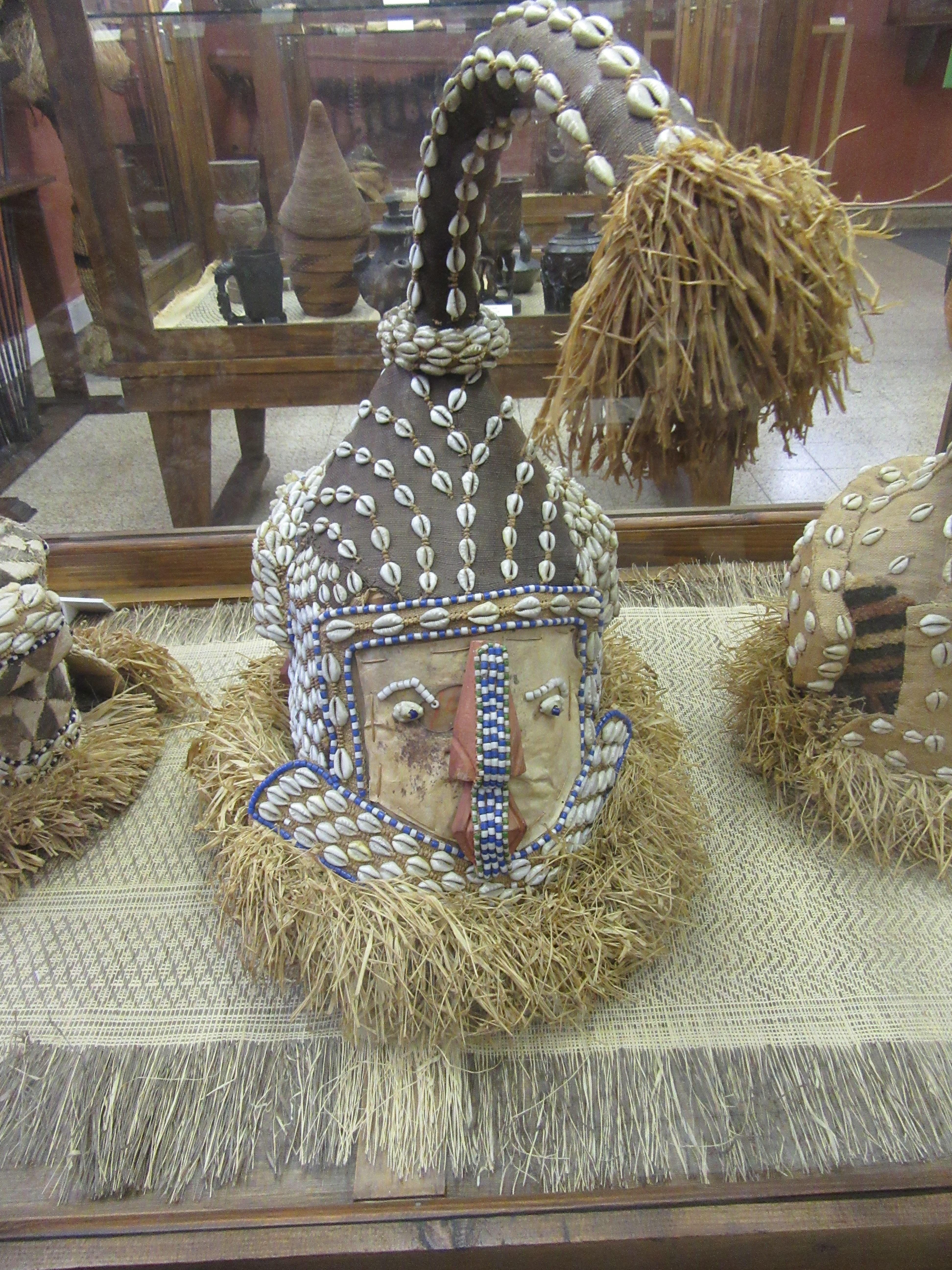
Masque au Musée africain de Namur.
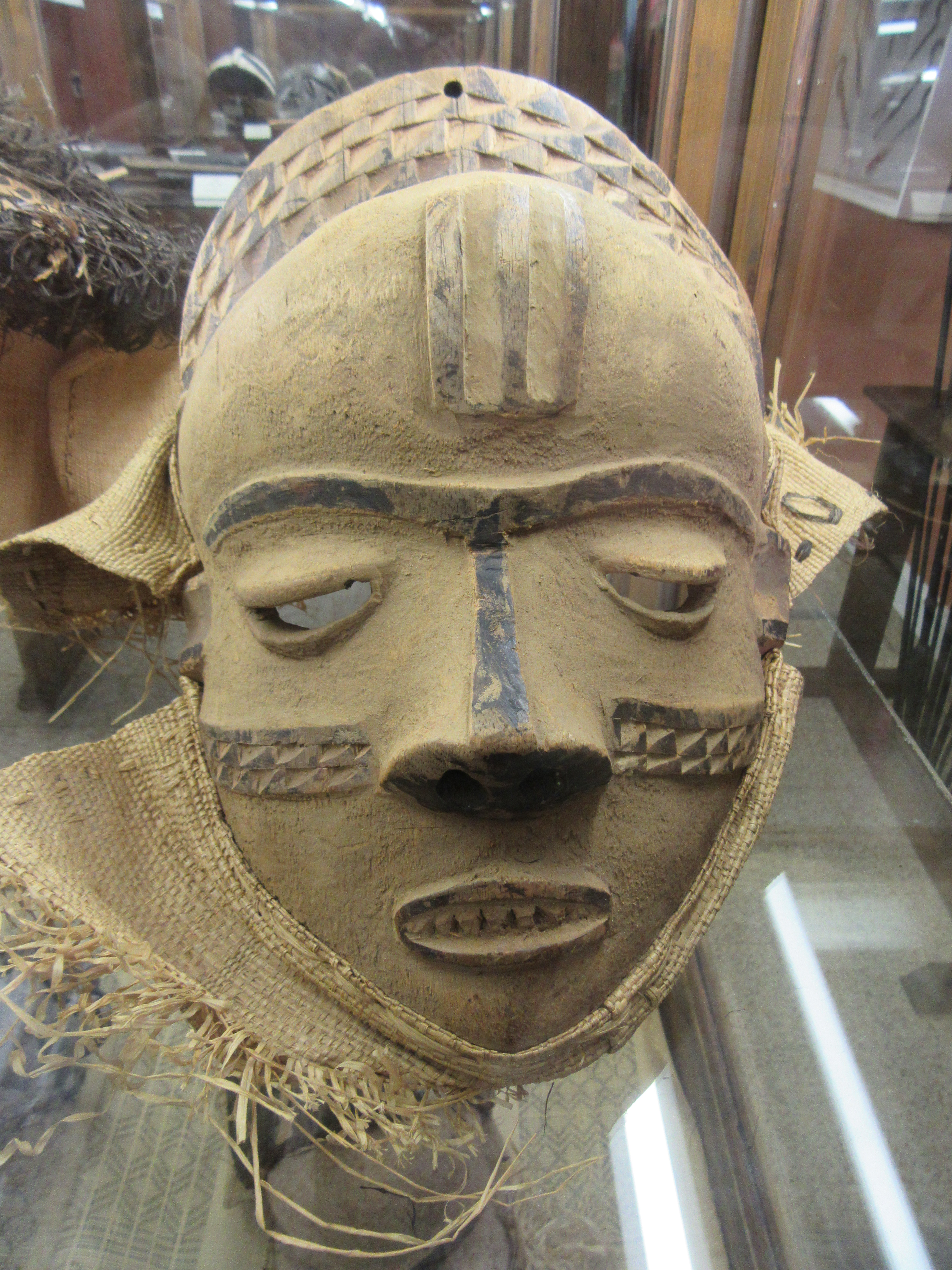
Masque du Congo belge au Musée africain de Namur.
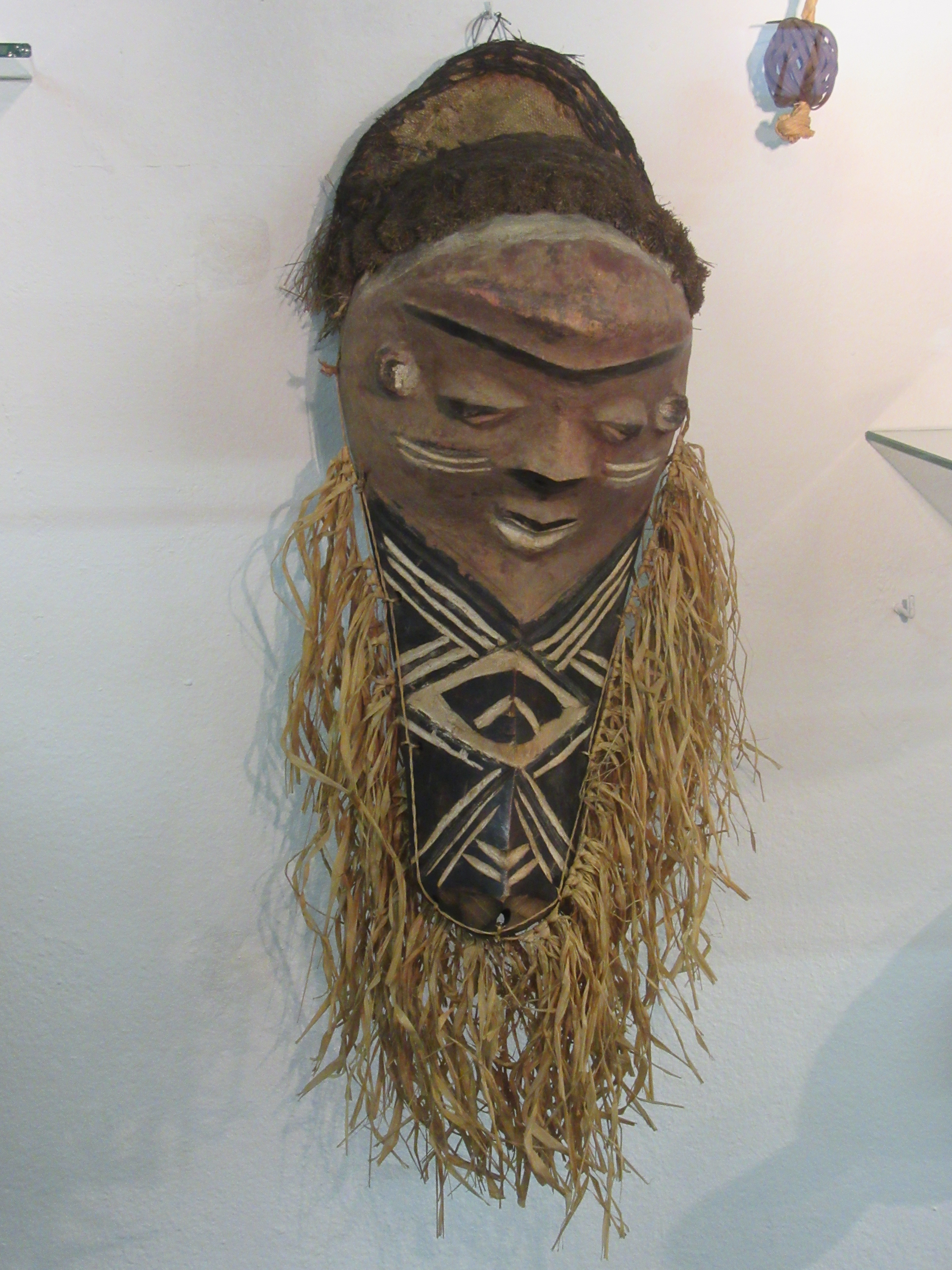
Masque du Congo belge.

## Historique
Lorsque Léopold II lança son entreprise coloniale au cours du dernier tiers du XIXe siècle, bon nombre de Namurois répondirent à son appel. Très tôt, les pionniers namurois ressentirent le besoin de se regrouper en une association afin de mieux faire connaître les contrées lointaines et fascinantes qu’ils avaient parcourues. Cette association vit le jour en 1910 sous le nom de Société d’Études et d’Intérêts coloniaux. C’est à l’initiative de celle-ci que fut créé le Musée qui fut installé dans la Halle aux Grains à Namur. Hélas, le bombardement de 1914 anéantit toute la collection.
Après l’énorme retentissement qu’eut l’exposition coloniale de 1925, un nouveau musée fut établi dans les greniers de l’Athénée Royal, qui aboutit en 1934 à la création du Musée national d’art africain, situé au Grognon. Une fois de plus, pendant la Deuxième Guerre mondiale, le Musée a subi de nombreux dégâts ; une partie des collections a été détruite ou pillée.
Les Namurois ne baissèrent pas les bras et, en 1951, un nouveau musée ouvrit ses portes de l’autre côté de la Meuse, sous le nom de Musée colonial scolaire de Jambes. En 1977, la commune ayant besoin de ses locaux, les collections furent remisées dans des caisses éparpillées dans différents bâtiments de la ville.
En 1984, enfin, les collections purent être installées dans les locaux du corps de garde de l’ancienne caserne Léopold, où elles se trouvent encore aujourd’hui. Le Musée africain de Namur a été inauguré en 1985. C’est donc dans ces casernes qu’il est installé depuis cette date.

Objets, animaux
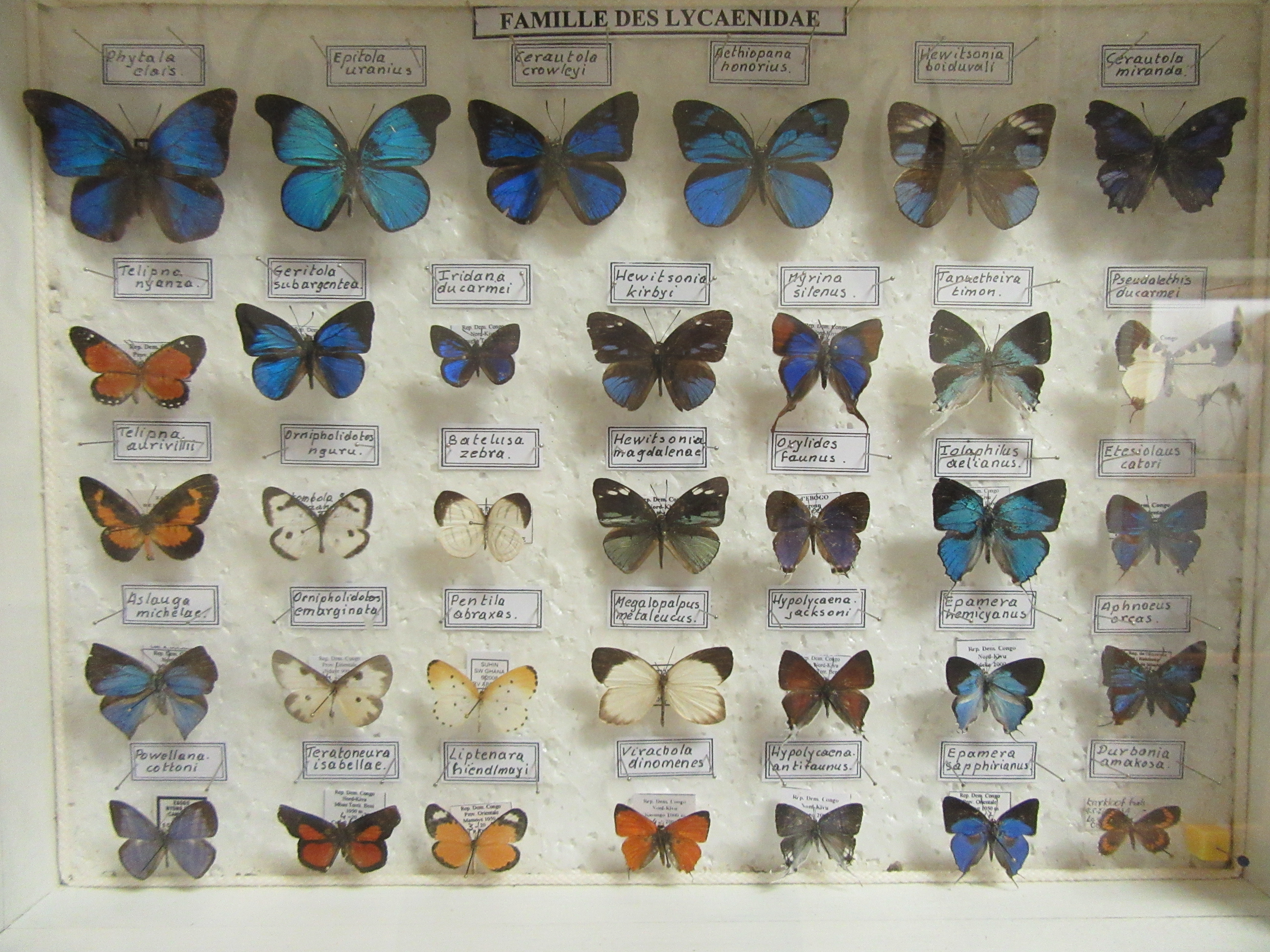
Papillons du Congo, famille des Lycaenidae
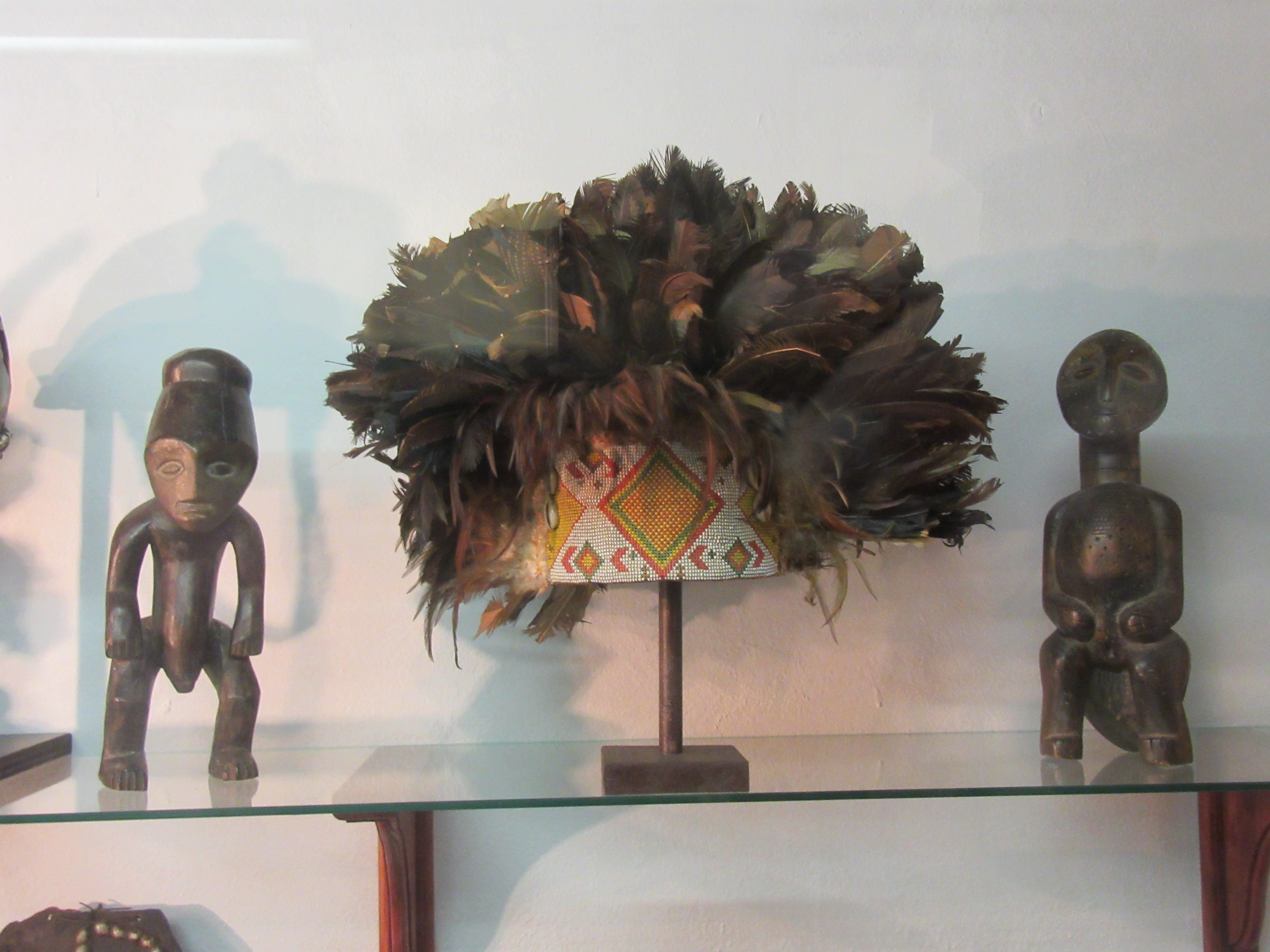
Coiffe de plumes et statuettes
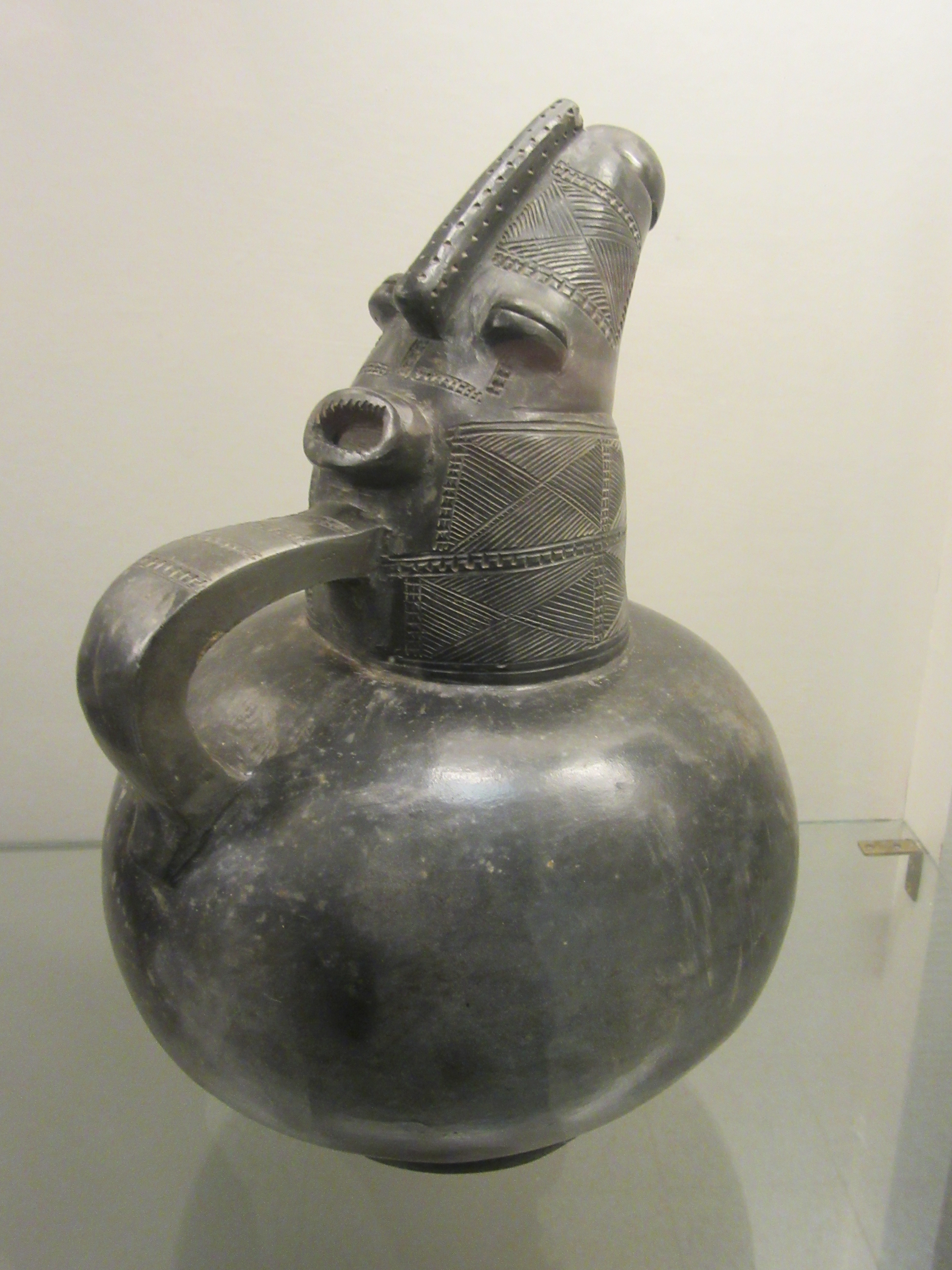
Poterie originaire du Congo belge

En 2004, le Musée africain de Namur se distingue du Cercle royal des Anciens d’Afrique de Namur, duquel il est né, pour accomplir pleinement les fonctions muséales telles que définies par le décret du 17 juillet 2002 de la Communauté française.
Sa création, ou plutôt ses créations, ainsi que son fonctionnement, ont été rendus possibles grâce à la ténacité de ses membres fondateurs ainsi qu’à une pléiade de bénévoles aussi motivés qu’efficaces. La procédure de mise en conformité entamée en 2014 a permis au Musée de professionnaliser ses activités.
En 2016, le Musée africain de Namur est enfin reconnu par la Fédération Wallonie-Bruxelles.

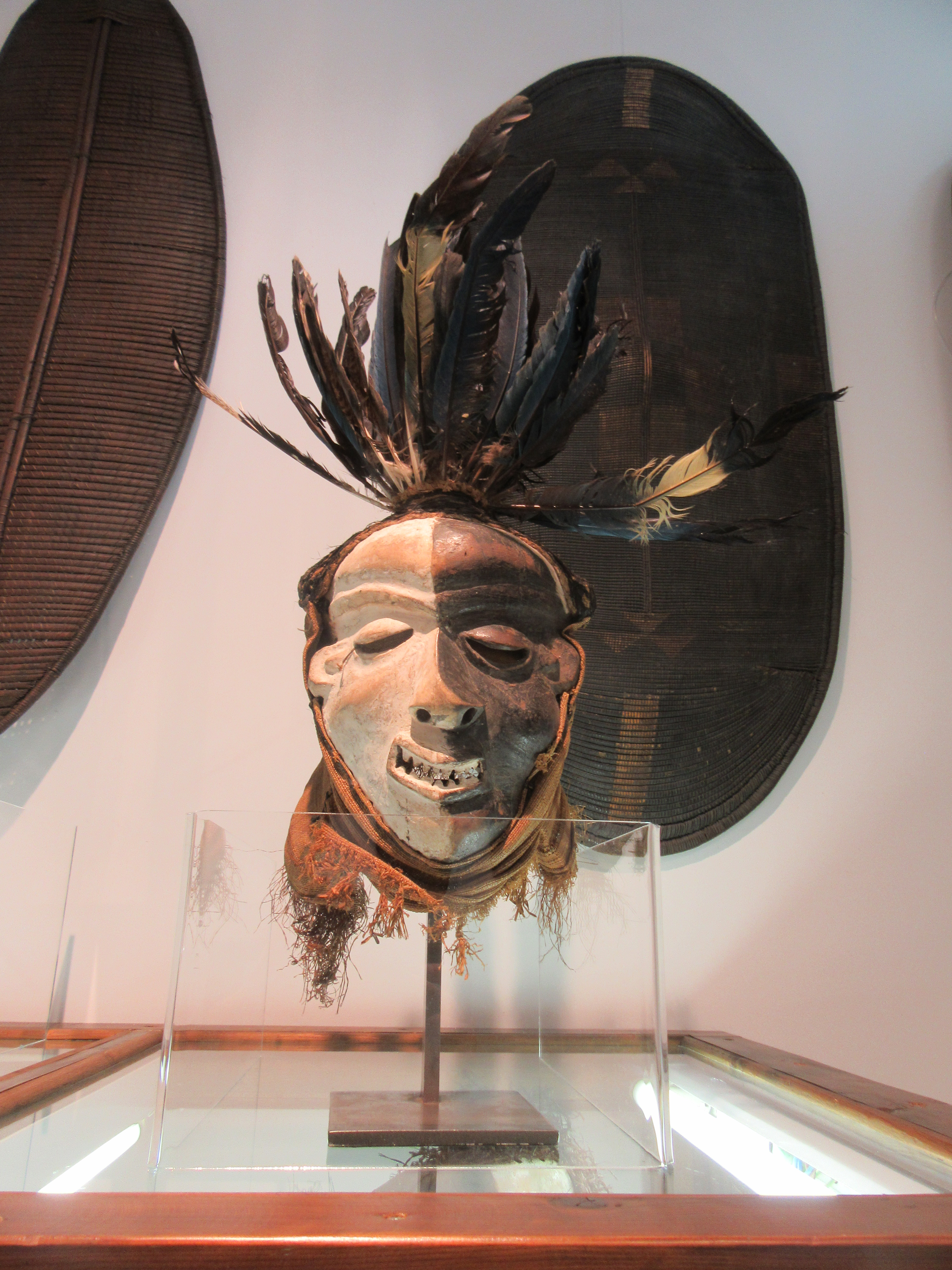
Masque en RDC province de Kwilu , territoire de Gungu
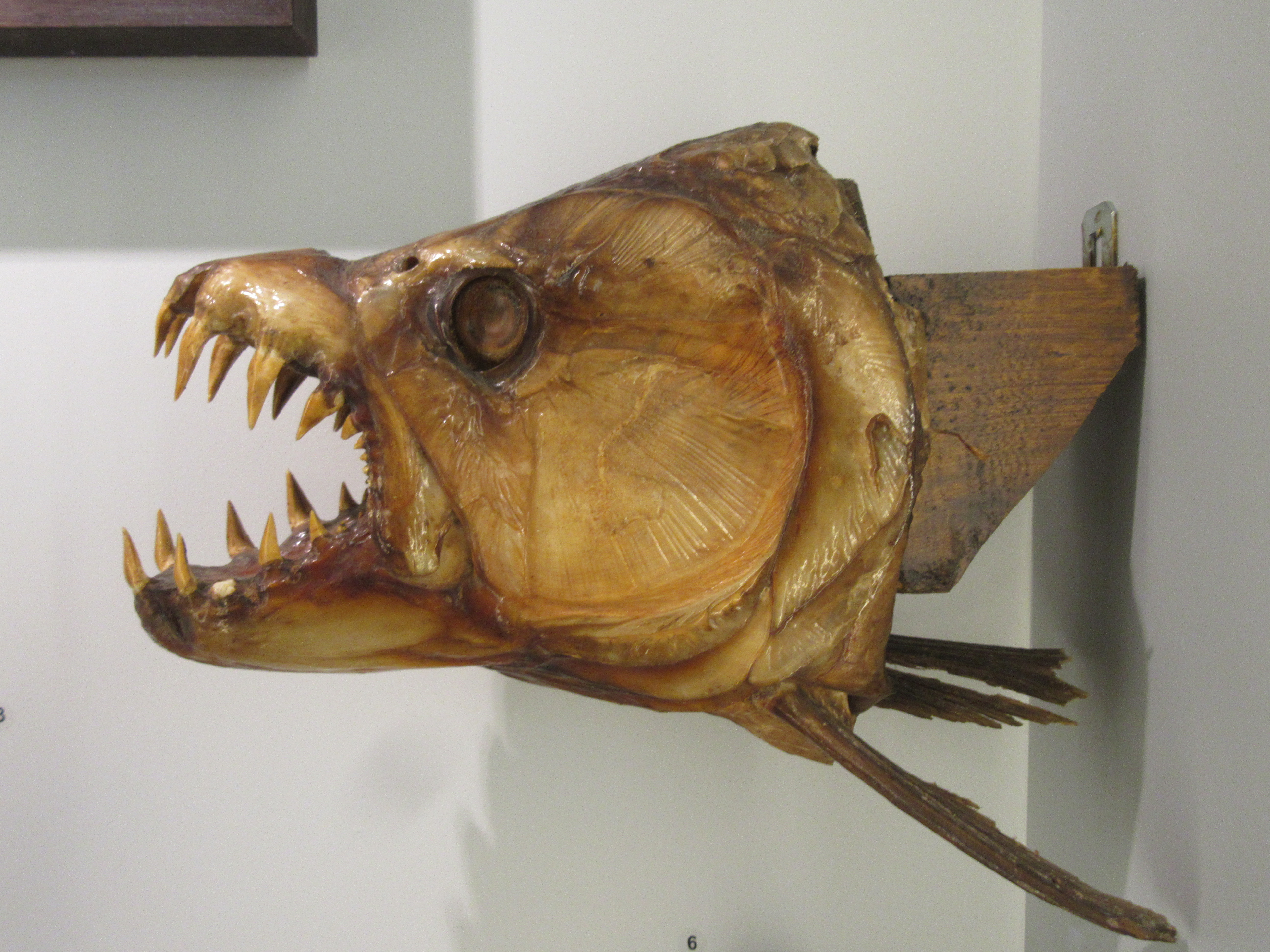
tête naturalisée de poisson tigre
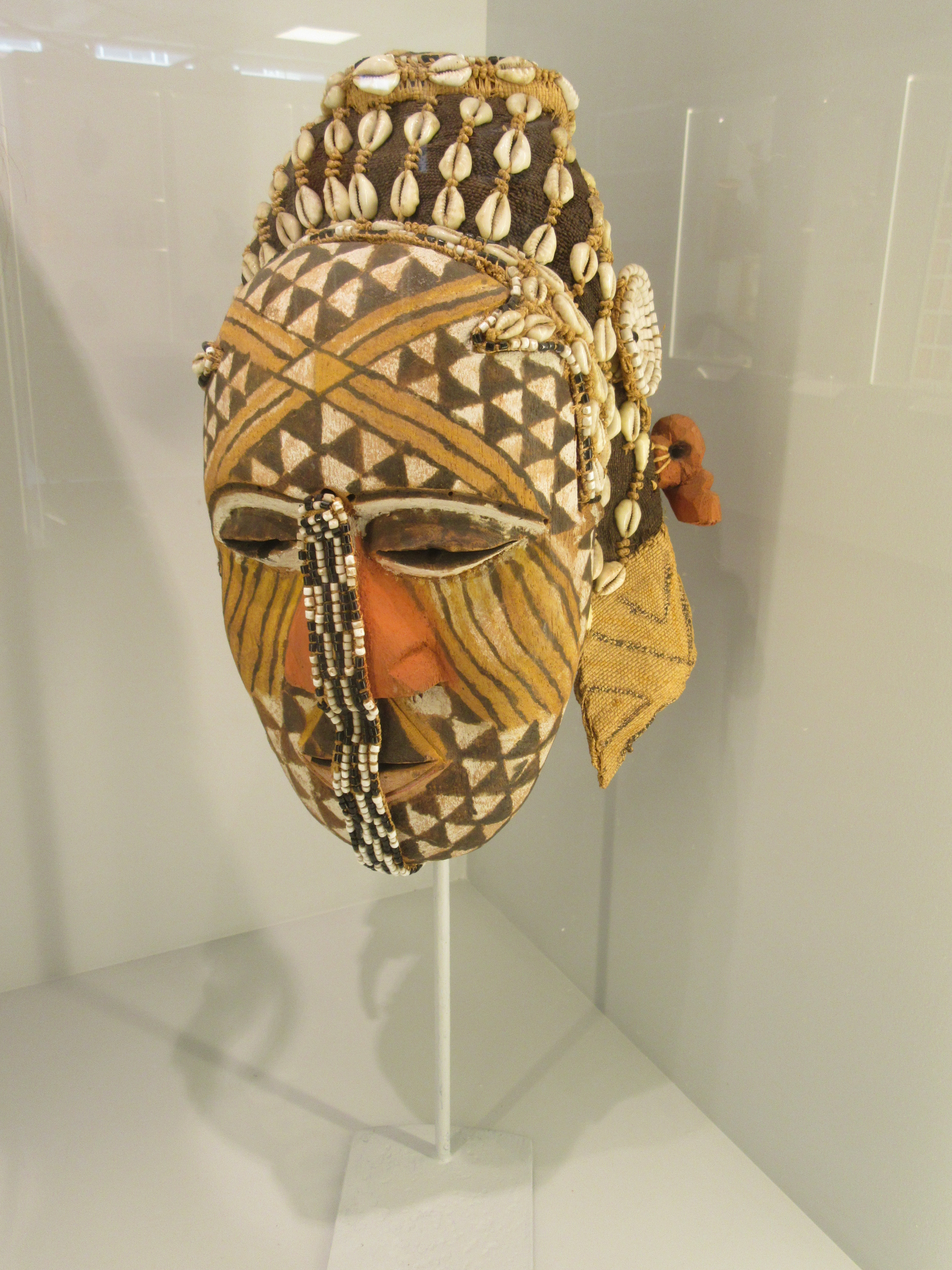
masque du peuple Kuba en RDC.

Depuis le 7 octobre 2019 et pour une durée de 5 ans, le musée est fermé pour cause de travaux. En effet, le Quartier des Casernes dans lequel il est logé fait l'objet d'une requalification globale. Dans ce contexte, le musée profite d'aménagements qui permettront son agrandissement, sa restauration et son équipement (nouvelles expographie et scénographie, installation d'un ascenseur, entre autres). La bibliothèque reste accessible et des activités (expositions, conférences, événements) sont toujours organisées.
Le 19 avril 2025 le musée est réouvert au grand public après avoir été entièrement remis à neuf. Le conservateur du musée, François Poncelet, reste bien conscient qu'il faut être très modeste dans la syntaxe et dans la thématique abordée dans la présentation des centaines d'objets parfois issus de la période coloniale,.

## Missions
De par la nature de ses collections et de par sa propre histoire, le MAN apparaît comme un conservatoire d’objets et de documents liés au passé colonial belge. Si aujourd’hui le Musée entend préserver ce rôle de témoin de l’histoire coloniale, il veut aussi élargir son domaine d’action en considérant plus largement toutes les formes de relations que les Belges ont créées et créent avec l’Afrique. La mission du MAN est donc de rendre compte et de valoriser les échanges belgo-africains.
Le Musée s’entend ainsi comme un lieu de mémoire, mais également comme un lieu de rencontre, de débat, de formation, de recherche, de sensibilisation et de contact social. La mission première est d’être un lieu de culture vivante.